# 约翰·A·克鲁克
约翰·A·克鲁克（英語：John Anthony Crook，1921年11月5日—2007年9月7日）是一位英国的古罗马历史学家，剑桥大学教授，专攻古罗马的平民生活和法律史，是《剑桥古代史》（The Cambridge Ancient History）的编者之一。